# Трошин, Владимир Дмитриевич
Владимир Дмитриевич Трошин (1 февраля 1932, Нижегородская область — 8 декабря 2019) — российский медик.
Доктор медицинских наук (1969), профессор (1972), заслуженный профессор Приволжского исследовательского медицинского университета - ранее Нижегородская государственная медицинская академия, более 15 лет заведовал там кафедрой неврологии, нейрохирургии и медицинской генетики, являлся проректором академии.
Заслуженный деятель науки РФ (1995). Дважды лауреат премии Нижнего Новгорода (2001, 2006).

## Биография
Родился в д. Лом Богородского района Горьковской области (ныне Нижегородская).
Окончив Инютинскую сельскую школу в 1946 г. переехал в г. Горький (ныне Нижний Новгород).
В 1946-49 гг. учился в Горьковской фельдшерско-акушерской школе. В 1949—1956 гг. работал фельдшером медсанчасти Горьковского автозавода ГАЗ.
Окончил с отличием Горьковский медицинский институт им. С. М. Кирова (1956) по специальности педиатрия.
В 1956—1958 гг. учился в клинической ординатуре по нервным болезням.
С 1958 по 1961 г. заведовал неврологическим отделением Нижегородской областной больницы им. М. Ф. Владимирского в г. Арзамасе.
С 1961 г. в альма-матер, прошёл путь от ассистента до проректора.
В 1961 г. защитил кандидатскую, а в 1969 г. — докторскую диссертацию «Неврологические синдромы коронарной болезни» (руководители Е. П. Семенова и А. И. Гефтер).
Ученик профессора Е. П. Семеновой.
В 1969—1971 годах в заграничной командировке в Иране возглавлял неврологическую клинику больницы Союза обществ Красного Креста и Красного Полумесяца СССР в Тегеране.
Был награжден медалью и почетной грамотой посольства в Иране.
Руководил созданным в 1972 году в Центральной научно-исследовательской лаборатории НижГМИ отделом медицинской кибернетики, впоследствии — отдел ангионеврологии.
С 1972 г. профессор кафедры нервных болезней НижГМИ. В 1975—1988 гг. проректор по научной работе института. В 1987(8?)—2004 гг. заведующий кафедры кафедры неврологии, нейрохирургии и медицинской генетики (ранее кафедра нервных болезней). Ныне (с 2004) профессор той же кафедры, входит в учёный совет академии.
Является научным консультантом школы гомеопатии.
Как отмечается на сайте НижГМА, «профессор В. Д. Трошин внёс огромный вклад в развитие не только кафедры неврологии, нейрохирургии и медицинской генетики, но и ВУЗа в целом».
«Неврологический вестник» отмечал, что «его многогранная деятельность снискала ему заслуженное уважение коллег, студентов и больных».
Председатель Нижегородского общества неврологов, член президиума Всероссийского общества неврологов. На протяжении 30 лет председатель нижегородских научных обществ неврологов и медицинских генетиков.
Является членом международных ассоциаций вертеброневрологов и цефалгий.
Врач высшей квалификационной категории по специальности неврология (1990).
Имеет звание народного целителя России.
Академик Евро-Азиатской академии медицинских наук, один из первых её членов.
Отмечался серебряной и бронзовой медалями ВДНХ.
Член редакционных советов журналов «Журнал неврологии и психиатрии им. С. С. Корсакова», «Stroke», «Неврологический вестник им. В. М. Бехтерева», «Журнал восточной медицины», «Культура», «Альтернативная медицина». Также входил в редсоветы журналов «Вестник Евроазиатской академии медицинских наук», «Культура здоровой жизни».
Подготовил 52 кандидата и 20 докторов медицинских наук, создал школу превентивной неврологии и биоэтики.
Область научных интересов — превентивная неврология, интегративная медицина, биомедицинская этика; разрабатывает духовно-генетическую парадигму медицины.
Автор методических рекомендаций и других работ по апитерапии.
Профессор В. Д. Трошин постоянно и много выступал публично, в первую очередь с целью повышения медицинских знаний среди населения.
Супруга Валентина Петровна, также работала в НижГМА — ассистентом.
Два его сына также стали медиками: Олег — доктор медицинских наук, профессор психологии и педагогики Нижегородского педагогического университета, Вячеслав — кандидат медицинских наук, ведущий научный сотрудник зав. клиническим отделом Нижегородского института гигиены труда и профзаболеваний.
Опубликовал более 700 научных работ, в том числе 40 монографий, учебник «Нервные болезни» и 46 учебных пособий, является автором 15 патентов РФ и открытия «Миграция ноциогенной зоны в развитии болевых синдромов организма человека».

## Труды
- Трошин В. Д., Крылов В. Н., Ковалева Т. С., Бачина О. В. Кладезь здоровья. Опыт народной и научной медицины: научно-справочное издание (монография). Нижний Новгород: Изд-во НГМА, 1995. 308 с.
- Трошин В. Д., Бурцев Е. М., Трошин О. В. Основы неврологии: руководство для врачей и студентов медвузов. — М., 1998. Т. 1—3. — 189 с.
- Крылов В. Н., Трошин В. Д. Апитерапия и здоровье человека // «Нижегородский медицинский журнал» № 2, 2002.
- Трошин В. Д. Нервные болезни. Профилактика и лечение / В. Д. Трошин. — Н. Новгород: Издательство НГМА, 2004. — 832 с.
- Трошин, В. Д. Нервные болезни детей и подростков : в 4 т. / В. Д. Трошин, О. В. Трошин, Е. М. Бурцев. — М. : ГОУ ВУНМЦ МЗ РФ, 2004.
- Трошин, В. Д. Очерки онкоэтики / В. Д. Трошин, И. Г. Терентьев, А. В. Алясова, А. С. Ожерельев, М. Б. Ориновский. — М.: Издательская группа РОНЦ им. Н. Н. Блохина РАМН, 2005. — 559 с.
- Трошин, В. Д. Стресс и стрессогенные расстройства. Диагностика, лечение и профилактика / В. Д. Трошин. — М.: Издательство «Медицинское информационное агентство», 2007. — 784 с.
- Апитерапия: методические рекомендации / Трошин В. Д., В. Н. Крылов, С. С. Сокольский, И. В. Кривопалов-Москвин. Н. Новгород, 2008. — 48 с.
- Трошин, В. Д. Паранеопластическая неврология / В. Д. Трошин, А. В. Алясова, И. Г. Терентьев. — Н. Новгород: Издательство НГМА, 2010. — 125 с.
- Пропедевтика апитерапии. Уч. пособие / Крылов В. Н., Трошин В. Д., Кокуркин Г. В., Сокольский С. С., Кривопалов-Москвин И. В. — М.: Изд-во МПГУ, 2012. — 208 с. ISBN 9785948452432
- Трошин В. Д., Терентьев И. Г. Онкоалгология [монография; электронное издание комбинированного распространения]. Нижний Новгород: НижГМА, 2014.
- Antipenko E.A., Deriugina A.V., Talamanova M.N., Krylov V.N., Troshin V.D. Efficiency of Apitherapy in the Treatment of Neurological Patients // Journal of the American Apitherapy Society. V 22, N 2015. P. 1, 4-6.